# دهستان ضیابر
دهستان بهمبر نام دهستانی در بخش ضیابر در شهرستان صومعه‌سرا استان گیلان است. 

## جمعیت
براساس سرشماری مرکز آمار ایران در سال ۱۳۸۵، جمعیت آن ۱۱۳۸۷ نفر (۳۲۳۴ خانوار) بوده‌است.